# يوسف سعد
يوسف سعد (بالإنجليزية: Yousef Saad)‏ هو رياضياتي جزائري، ولد في 1950.

## وصلات خارجية
- يوسف سعد على موقع أرشيف الشارخ.